# Europicardium nolfi
Europicardium nolfi is een tweekleppigensoort uit de familie van de Cardiidae. De wetenschappelijke naam van de soort is voor het eerst geldig gepubliceerd in 2010 door Swinnen.